# Musica elettronica

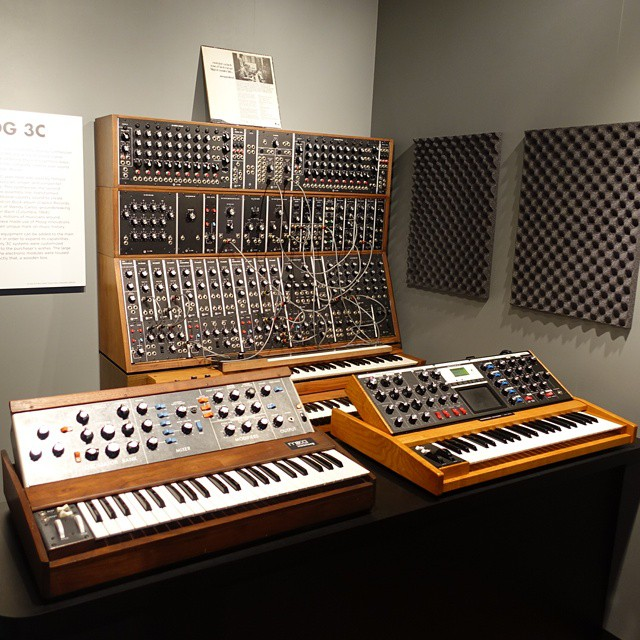
Tastiere e sintetizzatore modulare

Per musica elettronica si intende tutta quella musica prodotta o modificata attraverso l'uso di strumentazioni elettroniche.
Sebbene i primi strumenti musicali elettronici si siano diffusi già a partire lungo la prima metà del Novecento, si è iniziato a parlare di musica elettronica solo a partire dagli anni quaranta del secolo, quando si diffusero diversi studi di registrazione in Europa specializzati nella composizione di musica d'avanguardia. Durante gli anni 1960, il successo commerciale di strumenti elettronici come i sintetizzatori Moog contribuì a dare alla musica elettronica i primi momenti di notorietà. Nei decenni seguenti si è visto un progressivo perfezionamento delle tecnologie elettroniche e l'aumento di innumerevoli varianti di musica elettronica e stili che spaziano da quelli più commerciali a quelli di più difficile produzione. La musica elettronica gode oggi di una notorietà diffusissima e ha contaminato pressoché ogni genere di musica popolare. 

## Storia

### Il XIX secolo e i primi strumenti
Lungo la seconda metà dell'Ottocento, l'invenzione del fonografo, prima a rullo e poi a disco, introdusse la possibilità di registrare suoni, riprodurli e modificarli. Conseguentemente a questa invenzione si apriranno varie correnti di sperimentazione che più tardi avranno sede presso le radio nazionali dei rispettivi paesi.

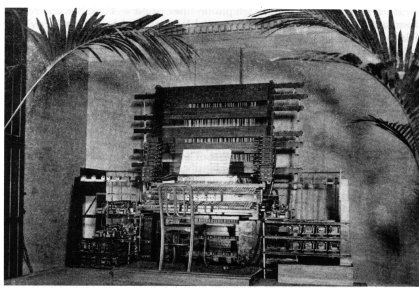
Un telharmonium del 1897

Il primo strumento elettronico che sia mai stato costruito fu il telharmonium (noto anche come dinamofono). Inventato nel 1897 da Thaddeus Cahill, era dotato di una console di organo. Le sue enormi dimensioni e la sua scarsa praticità furono i principali motivi per cui esso si rivelò essere un fallimento commerciale.

### Il XX secolo e l'evoluzione tecnologica
All'inizio del XX secolo venne inventato il triodo (o audion), considerata la prima valvola termoionica. Nel 1919 Lev Theremin costruì l'omonimo strumento musicale. Costituito da due antenne in grado di controllare rispettivamente la frequenza e il volume, questo elettrofono produceva suoni simili a quelli della voce umana. Privo di interfaccia fisica di controllo, esso sfrutta un difetto dell'oscillatore a battimenti secondo cui all'avvicinarsi o allontanarsi di un corpo questo cambia la sua frequenza di oscillazione; tramite lo spostamento delle mani dell'esecutore vicino alle due antenne è possibile controllare altezza e intensità di un suono.
Nel 1928 venne inventato l'onde martenot (noto anche come "ondes martenot" e "ondes musicales"). Considerato il primo vero sintetizzatore elettronico, nonché uno dei migliori prodotti fino alla metà degli anni cinquanta, era dotato di una tastiera ed era relativamente semplice da usare. Esso fu il primo apparecchio elettronico ad avere una notevole diffusione e ad affermarsi in modo relativamente durevole.
Pochi anni dopo Friedrich Trautwein inventò il trautonium, strumento che introdusse alcune semplificazioni nell'uso delle apparecchiature elettroniche.
Durante gli anni '30 vennero costruiti i primi sintetizzatori elettronici in grado di emulare i suoni dell'orchestra, quali il clavioline (1947) .
Durante gli anni quaranta vennero costruiti ulteriori modelli di sintetizzatori.
Nei primi anni cinquanta aumentò la produzione dei transistor che sostituirono le valvole termoioniche nel controllo della corrente elettrica. Grazie alle loro dimensioni ridotte, alla loro maggiore praticità, ed ai loro costi ridotti, i transistor rivoluzionarono l'intera industria elettronica, vennero di conseguenza adoperati in un numero sempre crescente di apparecchiature elettroniche. Nel 1965 vennero inventati i primi circuiti integrati che potevano includere numerosi transistor al loro interno.
Durante gli anni cinquanta gli ingegneri Herbert Belar ed Henry Olsen inventarono il Mark I RCA Synthesizer e il suo "successore" Mark II RCA Synthesizer. Quest'ultimo modello includeva il primo sistema completo di produzione del suono elettronico e disponeva di una discreta gamma di opzioni che potevano essere pre-impostate direttamente dal musicista che lo adoperava.

#### Seconda metà degli anni quaranta - metà degli anni sessanta: la diffusione degli studi di registrazione elettronici e le scuole di musica d'avanguardia

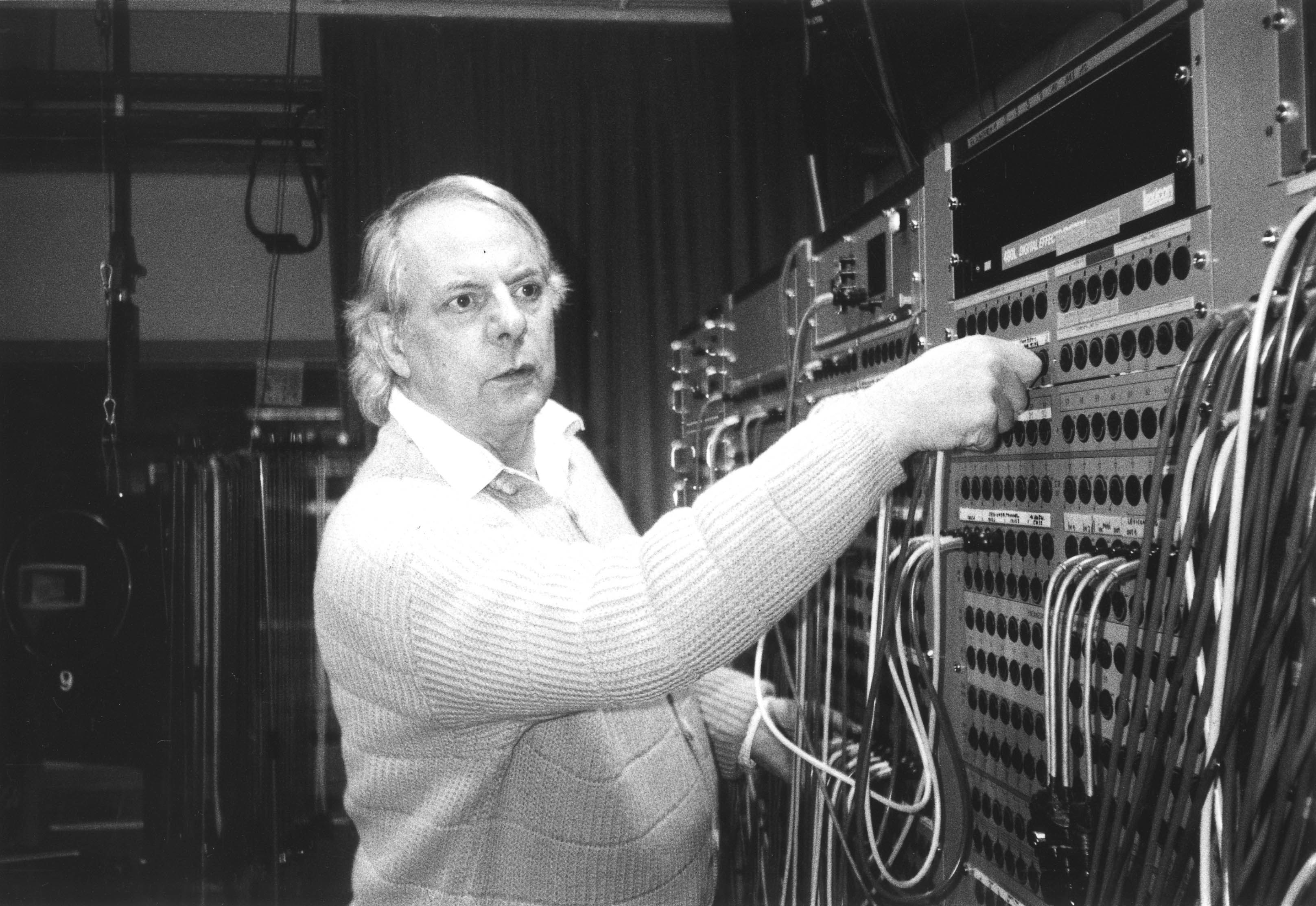
Karlheinz Stockhausen, uno dei pionieri della musica elettronica contemporanea (1994)

Il miglioramento delle tecniche di registrazione che seguì la seconda guerra mondiale, permise la diffusione dei primi studi elettronici, che erano dotati di generatori del suono, apparecchiature per la modificazione e il mixaggio, più tutto l'occorrente per la registrazione (ad esempio microfoni, amplificatori e altoparlanti). Nello stesso periodo, con i primi oscillatori elettronici, si diffuse il magnetofono che permise ai compositori di manipolare le registrazioni su disco al fine di applicare su esse diversi effetti sonori. Fra i centri di musica elettronica più importanti vi furono il GRM di Parigi (presso la radio-televisione francese), il Columbia-Princeton Electronic Music Center (1950) (dove vennero inventati i sintetizzatori Mark I e Mark II), lo Studio for Electronic Music di Colonia (presso la Westdeutscher Rundfunk) (1951) che ebbe fra i suoi rappresentanti Karlheinz Stockhausen, e lo Studio di fonologia fondato a Milano nel 1955.
Accanto a questi Studi professionali, In questi anni se un compositore di musica elettroacustica voleva portare avanti una propria estetica musicale, doveva costruirsi uno Studio privato. Nacquero così, accanto ai suddetti Studi agli inizi e la metà degli anni 60 tre piccoli studi privati italiani: a Firenze (lo S 2F M fondato da Pietro Grossi), a Torino (lo SMET – Studio di Musica Elettronica di Torino – fondato da Enore Zaffiri) e a Padova (lo NPS – Nuove Proposte Sonore – fondato da Teresa Rampazzi).  
L'idea di allestire un proprio Studio di musica elettronica nel 1963 nella sua abitazione a Firenze, in via Capodimondo,  era venuta a Pietro Grossi quando scoprì la musica elettronica dopo un soggiorno di lavoro nello studio della RAI di Milano.
La sua strumentazione consisteva in una dozzina di oscillatori sinusoidali, alcuni dei quali fornivano anche l’onda quadra, un generatore di rumore bianco, due filtri, un passa-banda e uno a terzi d’ottava, due magnetofoni. Intorno al 1965 Grossi, registra un repertorio di eventi sonori presso il suo Studio  tra cui Battimenti. I Battimenti (musica) sono un fenomeno di fisica acustica provocato dalla sovrapposizione di una o più onde sonore. Lo scopo era creare del materiale sonoro da utilizzare per altre composizioni. 
Sergio Maltagliati (collaboratore di Grossi negli anni 90)  riprenderà nel 2019 queste registrazioni originali, e insieme al  pittore di Arte cinetica Romano Rizzato, realizzerà un nuovo lavoro di Computer music con un software  autoprodotto autom@tedMusiC 2.5.
Nel  1965, Grossi trasferì il suo Studio dalla propria abitazione al Conservatorio Luigi Cherubini aprendo il primo corso di musica elettronica in un Conservatorio italiano, e uno dei primi in una scuola di musica a livello mondiale.
Quest'affermazione degli studi di musica elettronica, che contribuì ad aumentare la popolarità delle apparecchiature elettroniche ad un pubblico costituito esclusivamente da musicisti accademici,
 permise l'emersione di diverse "scuole" di musica elettroacustica: la musica concreta, la musica elettronica, la tape music, e la computer music.

#### La musica concreta
La musica concreta (nota anche come musique concrète) è una modalità musicale nata in Francia nel 1948 che ebbe quale principale esponente il compositore Pierre Schaeffer. L'etimologia del termine proviene da una sua affermazione secondo la quale la musica concreta è, a differenza della musica "tradizionale definita astratta", realizzata attraverso fonti sonore naturali. I principi basilari della musica concreta prevedono che qualsiasi suono è adatto a diventare materiale di una composizione, ma non se ottenuto da segnali generati elettronicamente, e che le fonti sonore adoperate, una volta ordinate secondo il piano dell'opera, vengono alterate tramite procedimenti elettronici. Stile che introdusse la tecnica del montaggio sonoro, con il passare degli anni, gli artisti della corrente intrapresero strade sempre più autonome che li allontanarono dagli ideali "collagistici" e li spinsero ad esplorare le possibilità offerte dalle apparecchiature informatiche e dei sintetizzatori.
Fra i musicisti più significativi della musica concreta vi furono Pierre Henry, considerato uno dei massimi musicisti contemporanei, François Bayle, Luc Ferrari e Bernard Parmegiani.

#### La musica elettronica
La tape music (dall'inglese "musica per nastro") era un metodo compositivo che, adoperando la tecnica del montaggio sonoro, elaborava brani pre-registrati eseguiti con strumenti tradizionali. Le due principali scuole di tape music vennero fondate entrambe negli Stati Uniti durante gli anni cinquanta: una da parte di John Cage, l'altra da Vladimir Ussachevsky e Otto Luening. Fra i suoi esponenti vi fu il compositore David Tudor. Esperimenti di musica per nastro furono condotti in Europa da alcuni pionieri, fra i quali lo svizzero Jim Grimm.

#### La computer music
La computer music (detta anche musica informatica) è uno stile musicale basato sull'uso di uno o più elaboratori elettronici. Lo stile ebbe quale maggiore rappresentante Iannis Xenakis, che lo approfondì a cavallo fra gli anni cinquanta e sessanta. Altri compositori che realizzarono computer music includono Benjamin Boretz, Jean-Claude Risset e Barry Vercoe.

#### Anni sessanta: l'evoluzione dei sintetizzatori e la Live Electronic Music

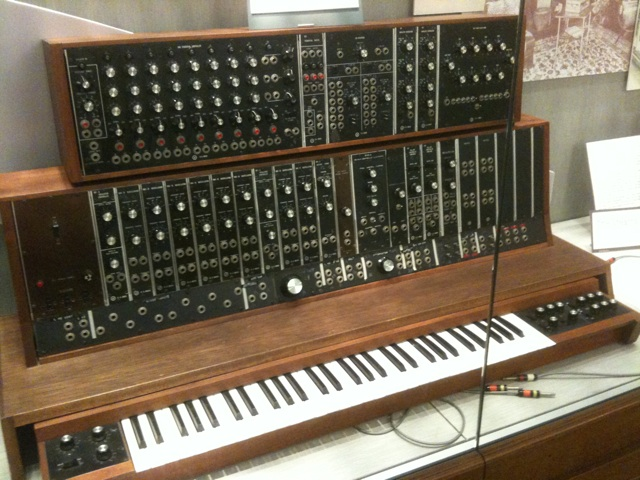
Un Moog Modular costruito nel 1964

Durante gli anni sessanta, l'orientamento dell'industria verso una tecnologia basata sui transistor contribuì agli sviluppi dei primi circuiti integrati commerciali, destinati a rendere ulteriormente più piccole tutte le tastiere. Il primo sintetizzatore a divenire largamente popolare, grazie alle sue dimensioni ridotte ed al suo costo relativamente basso, fu il Moog, inventato nel 1964 dall'ingegnere Robert Moog. Riconosciuto per essere stata un'importante evoluzione delle precedenti tastiere elettroniche, lo strumento godette di vasta notorietà soprattutto grazie al successo commerciale di Switched-On Bach (1968) di Wendy Carlos, un album contenente alcune partiture di Johann Sebastian Bach suonate interamente con esso.
Concepiti per essere accessibili ad un pubblico di massa, i nuovi sintetizzatori erano in grado di modificare diverse proprietà del suono in modo autonomo (altezza, inviluppo, ampiezza, timbro, riverbero, modulazione e altri), e di produrre una vasta gamma di suoni. Alcuni dei sintetizzatori costruiti in seguito all'invenzione di Moog, quali il sistema modulare di Don Buchla e l'ARP 2600, vennero intanto sempre più perfezionati.
Nello stesso periodo, alcuni musicisti quali Morton Subotnick, Milton Babbitt, Gershon Kingsley (noto per essere stato l'autore del brano Popcorn), Mort Garson, Jean-Jacques Perrey, i Beaver & Krause e i TONTO's Expanding Head Band divennero i pionieri della musica elettronica per sintetizzatore. Fra gli altri pionieri dell'elettronica si possono citare Bruce Haack e i Silver Apples, entrambi ispirati alla psichedelia nonché Terry Riley, uno dei padri del minimalismo.

#### La live electronic music
La live electronic music (nota anche come live electronics) è uno stile che veniva realizzato manipolando in tempo reale i suoni prodotti nella sua esecuzione attraverso l'uso di apparecchiature elettroacustiche. Nata soprattutto grazie agli esperimenti di John Cage, David Tudor, e agli spettacoli d'avanguardia multimediale del Fluxus di George Maciunas, la live electronic music poteva essere realizzata seguendo diversi criteri possibili e non doveva essere necessariamente registrata in studio. Ebbe fra i suoi maggiori gruppi musicali i Sonic Arts Union, i Musica Elettronica Viva e gli AMM.

### Metà degli anni sessanta - metà degli anni settanta: il dub giamaicano, il krautrock e la musica ambientale

#### Il dub giamaicano
Il dub è un genere musicale nato in Giamaica alla fine degli anni sessanta che enfatizza i suoni del basso e degli effetti sonori quali l'eco e il riverbero. Nato in seguito alla creazione dei primi sound system, grandi impianti sonori concepiti per esaltare i bassi, il dub ebbe fra i suoi maggiori musicisti "Scratch" Lee Perry, noto per essere stato il primo musicista ad adoperare lo studio di registrazione come uno strumento musicale, e King Tubby, iniziò a rimuovere la traccia contenente la voce, per poi manipolare la traccia strumentale con tecniche ed effetti diversi qual i delay, l'eco e il riverbero. Oltre ad inaugurare le prime tecniche di remix, il dub contribuì alla nascita di stili quali la jungle e del trip hop.

#### Il krautrock e i Kraftwerk

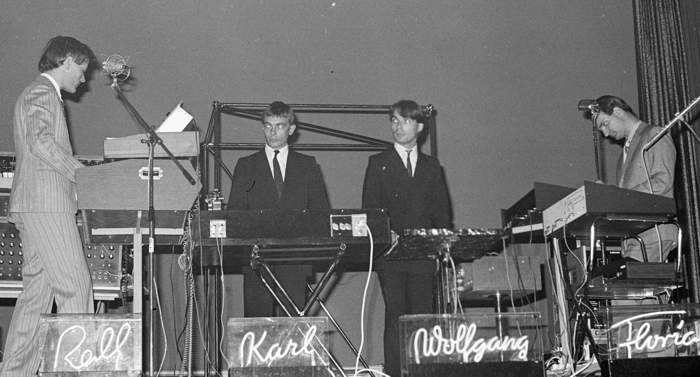
I Kraftwerk durante un concerto a Zurigo (1976)

Stile musicale nato in Germania alla fine degli anni sessanta, il krautrock (noto anche come kosmische musik) adopera strumenti elettronici, soprattutto i sintetizzatori, per ottenere sonorità generalmente psichedeliche e sperimentali. Stile molto eterogeneo a causa delle scelte compositive di ciascuno dei suoi musicisti, e genericamente imparentato col progressive, ebbe importanti ripercussioni su futuri generi quali il post-rock, molta musica elettronica, e la new Age. Ebbe fra i suoi maggiori rappresentanti i Tangerine Dream, uno dei primi gruppi musicali elettronici ad aver goduto un considerevole successo commerciale, nonché uno dei primi ad utilizzare il sequencer come unità ritmica (come dimostra il loro album Phaedra del 1974) assieme a gruppi quali i Popol Vuh, i Cluster e i Faust.
Un ruolo di grande importanza per gli sviluppi di molta musica elettronica lo ebbe soprattutto la formazione dei Kraftwerk che, ispirandosi alla musica d'avanguardia colta, al pop e alla disco music, pubblicò alcuni album caratterizzati da ritmi robotici ed atmosfere futuriste (quali Autobahn e Trans Europa Express) destinati a permettere la nascita del synth pop, della techno, e di molta industrial.

#### Brian Eno e la musica d'ambiente
Prendendo ispirazione da musicisti quali La Monte Young, Erik Satie e John Cage, il tastierista inglese Brian Eno concepì, anche grazie ai miglioramenti delle tecnologie di registrazione, la musica d'ambiente (una delle possibili traduzioni italiane dell'originaria espressione inglese "ambient music") che, oltre ad essere realizzata tramite apparecchiature elettroniche va percepita, a detta del compositore, senza essere ascoltata attentamente. La musica ambient venne ideata da Eno quando, dopo essere rimasto a letto in seguito ad un incidente d'auto, ricevette un disco di musica per arpa dell'Ottocento. Dopo averlo posto nel giradischi ed essere tornato a letto, si accorse che il volume della musica era estremamente basso. Dichiarò in seguito all'avvenimento:
 In seguito a quell'episodio pubblicò, nel 1975, il primo album ambient della storia: Discreet Music. Venne seguito da una lunga serie di altri titoli comprendenti Music for Films (1979), On Land (1982), e Apollo: Atmospheres and Soundtracks (1983), tutti album che presentavano brani suonati con apparecchiature elettroniche, quali il sintetizzatore. Questa musica, generalmente astratta e caratterizzata da lente tessiture sonore, influì su molti altri generi musicali non necessariamente elettronici, e ispirò compositori quali Robert Rich, Steve Roach e Vidna Obmana.

### Metà degli anni settanta - metà degli anni ottanta: l'affermazione dei microprocessori, dei Midi e dei nuovi stili di musica elettronica popolare

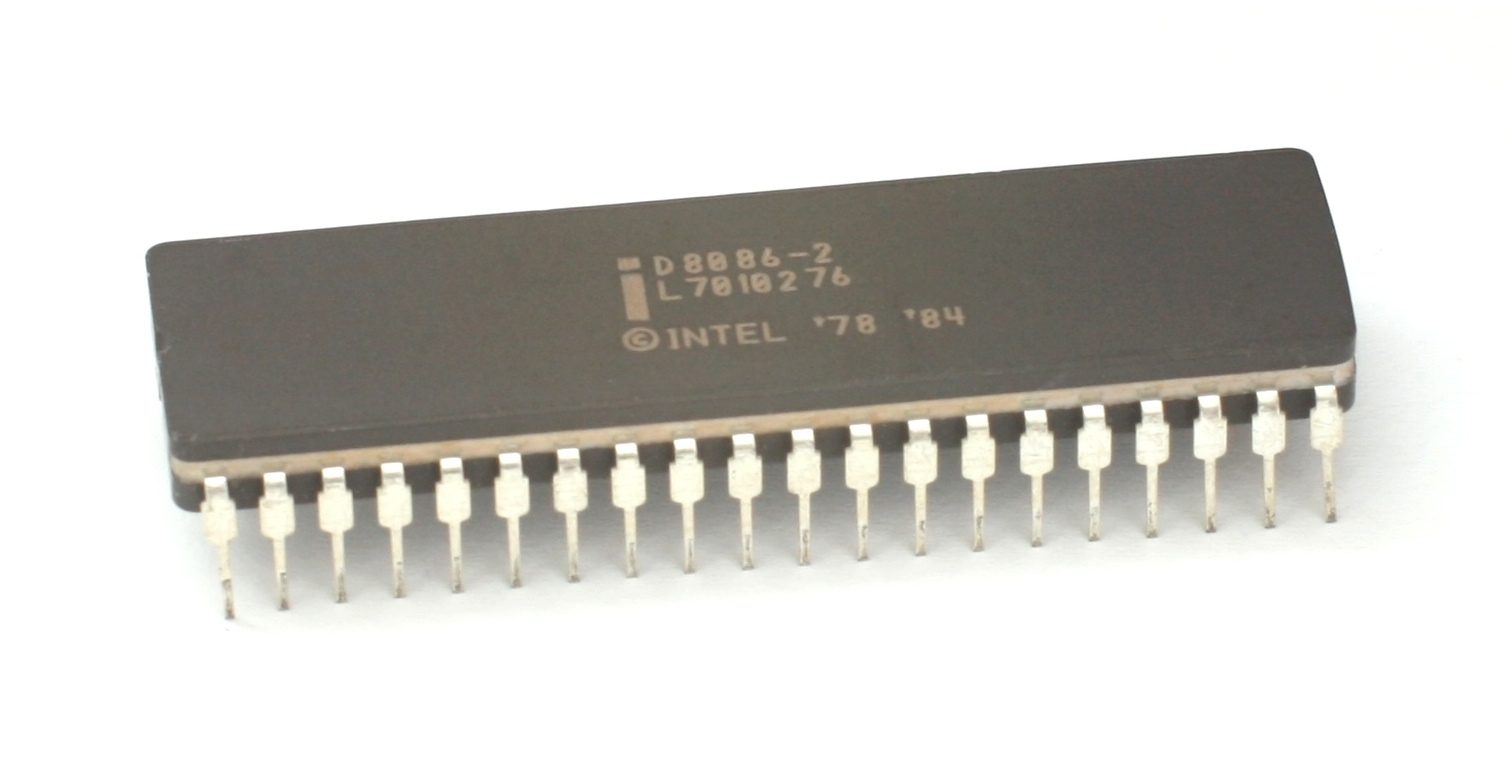
L'Intel 8086, un esempio di microprocessore

Lungo la prima metà degli anni settanta vennero già introdotte alcune novità di rilievo nell'ambito dell'industria elettronica: furono create le prime unità ritmiche, quali le batterie elettroniche, che erano in grado di riprodurre suoni percussivi, i primi sintetizzatori in grado di essere suonati dal vivo, e i sintetizzatori digitali.
Fu però a partire dalla seconda metà dello stesso decennio che avvennero alcune innovazioni destinate ad influire in modo decisivo nel modo di comporre elettronicamente. Grazie alla tecnologia dei microprocessori, i musicisti iniziarono ad adoperare il computer che, attraverso le moderne tecnologie MIDI (sigla di Musical Instrument Digital Interface), poteva essere collegato ad altre apparecchiature in modo da "pilotarle" contemporaneamente. Le stesse tecnologie MIDI permisero successivamente ai compositori elettronici di comporre musica in solitudine senza che fosse necessario uno studio di registrazione per la memorizzazione dei brani.
I microcomputer, inventati durante i primi anni ottanta e spesso adoperati dai compositori, presentavano nuove funzioni prima praticabili solamente grazie a determinati macchinari (ad esempio, la riproduzione automatica di sequenze sonore, prima possibile solo con il sequencer, poteva ora essere eseguita da questi nuovi elaboratori elettronici).
Grazie alla loro praticità, i sintetizzatori divennero, durante gli anni ottanta, quasi onnipresenti nella musica elettronica.
Dalla seconda metà degli anni settanta fino alla prima del decennio seguente vennero intanto inventati alcuni dei primi generi e stili musicali elettronici destinati ad esercitare, in taluni casi, una considerevole influenza, quali la disco music elettronica, il synth pop, l'industrial e la variante "elettronica" della new age. Nello stesso periodo, sempre grazie all'emersione di nuovi computer quali il Commodore 64, emerse la chiptune, una tecnica compositiva adoperata nelle prime colonne sonore dei videogiochi. Nel 1981, Brian Eno e David Byrne, leader dei Talking Heads, incidevano l'influentissimo album My Life in the Bush of Ghosts, destinato a inventare la musica incentrata sui campionamenti e ad ispirare artisti quali Moby e DJ Shadow.
Negli anni settanta emersero intanto Jean-Michel Jarre e Vangelis: entrambi autori di una musica melodica giocata sulle tastiere che li rese fra i musicisti elettronici più noti del decennio seguente.

#### Giorgio Moroder e la disco music elettronica
Il compositore Giorgio Moroder si affermò fra quelli di maggiore importanza nell'ambito della disco music. Ispirandosi ai Kraftwerk, pubblicò numerosi dischi interamente realizzati con il sintetizzatore quali il singolo I Feel Love (1977), attribuito a Donna Summer, e l'LP From Here to Eternity (1977), che divennero pietre miliari della disco music elettronica. Secondo altre fonti, Moroder permise gli sviluppi della musica house e introdusse il concetto di "suite" nella disco music. Fra gli altri esponenti dello stesso filone si possono menzionare gli Space, Cerrone e il più recente Hans-Peter Lindstrøm.

#### Il synth pop
Il synth pop è uno stile musicale nato alla fine degli anni settanta quando alcune formazioni musicali new wave, quali gli Ultravox, ebbero modo di acquistare gli strumenti elettronici (soprattutto batterie elettroniche e sintetizzatori) grazie alla riduzione dei loro costi. Uno dei primi musicisti synth pop fu Gary Numan, che faceva uso delle moderne tecnologie per comporre canzoni melodiche. Fra le formazioni synth pop vi furono i Depeche Mode, i Soft Cell e gli Human League.

#### L'industrial

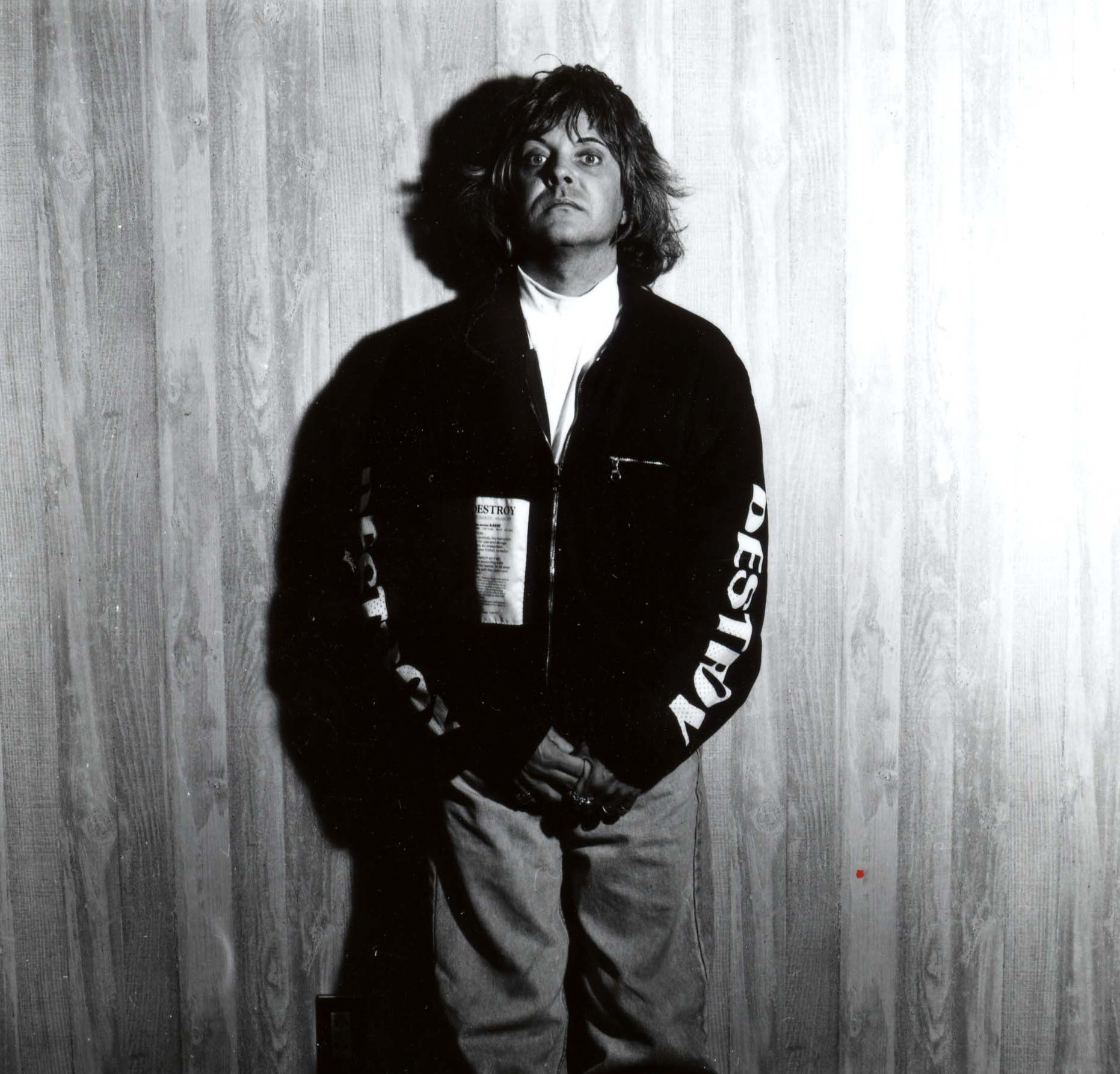
Genesis P-Orridge dei Throbbing Gristle (2006)

Genere musicale che presenta sonorità elettroniche e d'avanguardia, l'industrial ebbe fra i suoi primi esponenti la formazione inglese dei Throbbing Gristle, attiva dalla fine degli anni settanta. In una dichiarazione del loro leader, Genesis P-Orridge, si rintracciano le origini del fenomeno musicale:
 Grazie al loro "mix di nastri pre-registrati e rovesciati, rumori, sonorità metalliche e abrasive assolutamente ostiche e ipnotiche", i Throbbing Gristle divennero uno dei più importanti gruppi musicali industrial di sempre.
Altre formazioni influenti e rappresentative che seguirono il loro genere includono i Chrome, i Cabaret Voltaire, e i Clock DVA.
Gli stili ispirati all'industrial includono l'EBM (sigla di "electronic body music"), che enfatizza i suoni ritmici, e la power electronics, uno stile estremamente cacofonico e dissonante.

#### La new age elettronica
La new age è un genere di musica d'atmosfera nato durante gli anni settanta grazie ad eventi culturali che si rivelarono influenti quali Mind-Body-Spirit, Whole Life Expo e World Symposium of Humanity e che ebbe fra i suoi precursori il flautista Paul Horn.
Durante gli anni ottanta, questo genere sviluppò una variante che veniva suonata esclusivamente con strumenti elettronici. Fra i compositori più influenti di questa variante vi sono Kitarō, Constance Demby, Gandalf, Aura William e Georg Deuter.

#### La chiptune
Originalmente adoperata nelle colonne sonore videoludiche degli anni ottanta, la chiptune (o 8-bit music) è uno stile musicale realizzato attraverso apparecchiature che producono suoni robotici ed estremamente acuti, quali l'elaboratore elettronico Commodore 64. I suoi autori, generalmente sconosciuti, includono il programmatore Rob Hubbard.

### Metà degli anni ottanta - prima metà degli anni ottanta: il dj diventa un musicista, la Chicago House e la Detroit Techno
Sebbene il giradischi fosse già stato adoperato negli anni settanta come un vero e proprio strumento da pionieri dell'hip-hop quali Grandmaster Flash per isolare frammenti ritmici e comporre musica, fu solo a partire dal decennio seguente che la figura del dj "musicista" ebbe modo di divenire popolare. Grazie al giradischi, il disc jockey si evolse, durante gli anni ottanta, da figura professionale che si limita a riprodurre dischi per uno specifico pubblico in un dato luogo, a intrattenitore che, durante i propri spettacoli, modifica e incrocia fra loro fonti sonore preesistenti in modo da ottenere nuova musica (l'etimologia "to jockey" significa montare a cavallo, e indica colui che, infatti, "cavalca la musica"). Emerso inizialmente nelle città di Chicago e New York durante la seconda metà degli anni ottanta, il dj musicista iniziò a "suonare" dischi nei cosiddetti rave parties, raduni autoconvocati e illegali che avvenivano in fabbriche o altri edifici dismessi. Contemporaneamente all'emersione della cultura rave, si affermarono due generi che avrebbero esercitato una grande influenza nella musica a venire: la musica house di Chicago e la Detroit techno.

#### Frankie Knuckles e la Chicago house

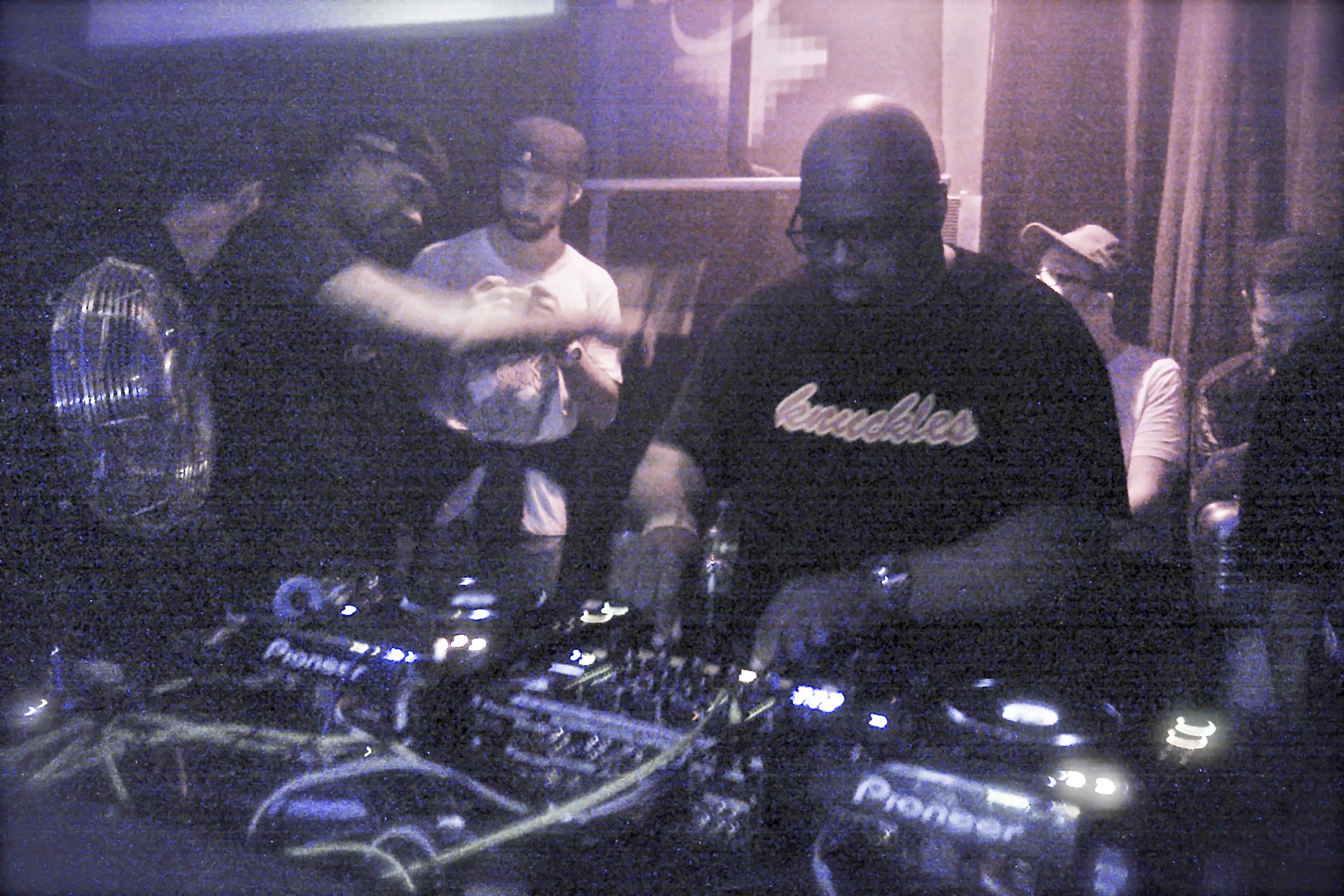
Frankie Knuckles, uno dei pionieri della musica house (2012)

La musica house ha le sue origini nel locale Warehouse di Chicago dove, alla fine degli anni settanta, il dj residente Frankie Knuckles adoperò un registratore a bobine ed un mixer per isolare i "frammenti" ritmici ricavati da dischi di musica nera (disco music, soul, funk e rhythm and blues), metterli successivamente in loop, alterare la loro durata ed enfatizzare i ritmi. Accompagnando, in un secondo momento, la musica ottenuta con il ritmo prodotto da una batteria elettronica e aggiungendovi linee di basso, Knuckles divenne il principale esponente della house music. Definita una "rilettura della musica tradizionale nera adattata alla tecnologia", la house music di Chicago è un genere caratterizzato dalla presenza di una pulsazione regolare e veloce, da brevi frammenti musicali ripetuti e campionamenti. Era originalmente rivolta ad un pubblico esclusivamente giovanile. La musica house contribuì a divulgare la musica elettronica popolare e ad inaugurare, con l'invenzione del remix, l'inizio della "club culture". Fra gli altri dj residenti a Chicago che riproposero house music vi furono Dj Pierre, Marshall Jefferson e Jamie Principle.
Sempre a Chicago, si venne a sviluppare, nel 1987, l'acid house, una variante della Chicago house che sfrutta i suoni psichedelici prodotti dalla Roland TB-303, mentre a New York si diffuse la garage house, caratterizzata da sonorità marcatamente soul.

#### La Detroit techno
La techno venne inventata a Detroit lungo la seconda metà degli anni ottanta. Musica ispirata a George Clinton, ai Kraftwerk ed alle novelle fantascientifiche (la parola "techno" proviene da "Techno Ribelle", un termine coniato dallo scrittore di fantascienza Alvin Toffler), la cosiddetta Detroit techno presenta sonorità cupe e futuriste, un ritmo rapido, e brevissimi frammenti musicali. Inventata da musicisti quali Juan Atkins, la Detroit techno ebbe fra gli altri esponenti Derrick May, Kevin Saunderson e Carl Craig.

#### Il new beat
Quasi contemporaneamente all'emersione della techno e della house, si sviluppava il new beat (noto anche come Belgian hardcore): uno stile musicale divenuto popolare in Belgio lungo la seconda metà degli anni ottanta. Definito un "ibrido di musica industrial e new wave elettronica", esso presenta ritmi generalmente lenti e sonorità ispirate all'Hi-NRG. Fra i suoi esponenti vi sono Joey Beltram, Praga Khan e i Lords of Acid.

### Fine degli anni ottanta - metà degli anni novanta: la scena rave britannica, il breakbeat, e l'ambient-house
Durante il periodo iniziato nel 1986 e concluso nel 1989 vennero fatti esportare in Inghilterra numerosi album e singoli di musica elettronica da ballo americana. Grazie alla loro popolarità, si venne ad affermare, così come era accaduto in precedenza a Chicago, la scena rave britannica, destinata a perdurare fino alla metà degli anni novanta. In seguito alla divulgazione e riduzione dei costi delle apparecchiature elettroniche, emersero successivamente numerosi musicisti elettronici e dj inglesi che contribuirono a popolarizzare la musica elettronica da ballo anche nel resto d'Europa. Durante questi anni si affermarono in Inghilterra alcuni nuovi stili musicali: la jungle music, la drum and bass, l'acid jazz e l'ambient-house.

#### La jungle music
La jungle fu il primo genere musicale da ballo elettronico inventato in Inghilterra. Originalmente influenzata dalla prima musica hardcore techno e dall'hip-hop, la jungle iniziò successivamente a presentare ritmiche più complesse e influenze musicali reggae, dub, calypso, funk, soul e jazz. Ebbe fra i suoi maggiori musicisti Mickey Finn e 4hero.

#### La drum and bass
Nata come fusione di jungle music e techno, la drum and bass si basa sui ritmi hip-hop che vengono riprodotti a doppia velocità, sull'uso frequente dei campionamenti e sulle sonorità del dub. Considerata generalmente una variante più aggressiva della jungle music, ha fra i suoi principali esponenti "DJ" Fabio e Roni Size.

#### L'acid jazz
L'acid jazz è uno stile musicale nato a Londra durante la seconda metà degli anni ottanta. Definito da alcuni una "fusione di jazz e musica da ballo popolare", risente gli influssi della musica house del jazz, del funk e del soul, fa generalmente uso di ritmi e melodie orecchiabili, ed adopera spesso campionamenti di strumenti musicali (soprattutto organi Hammond, congas, e sassofoni). Fra i suoi musicisti più noti e importanti vi sono stati Eddy Piller, gli Incognito, i Brand New Heavies e i Jamiroquai.

#### L'ambient house
Per ambient house (termine probabilmente coniato dal musicista Jimmy Cauty dei KLF) si identifica un insieme di musicisti pressoché inglesi, emersi lungo la prima metà degli anni novanta, ed autori di composizioni "ambient-cosmiche". Ebbe fra i suoi maggiori esponenti gli Orb, la cui musica risentiva l'influenza di Steve Reich, Brian Eno, Cluster, Pink Floyd e di generi quali il reggae e la dub music. Altri musicisti e progetti di questa corrente includono Biosphere, Mixmaster Morris, Pete Namlook, Deep Space Network, Global Communication e Ultramarine.

### Anni novanta: l'emergere di nuovi stili musicali

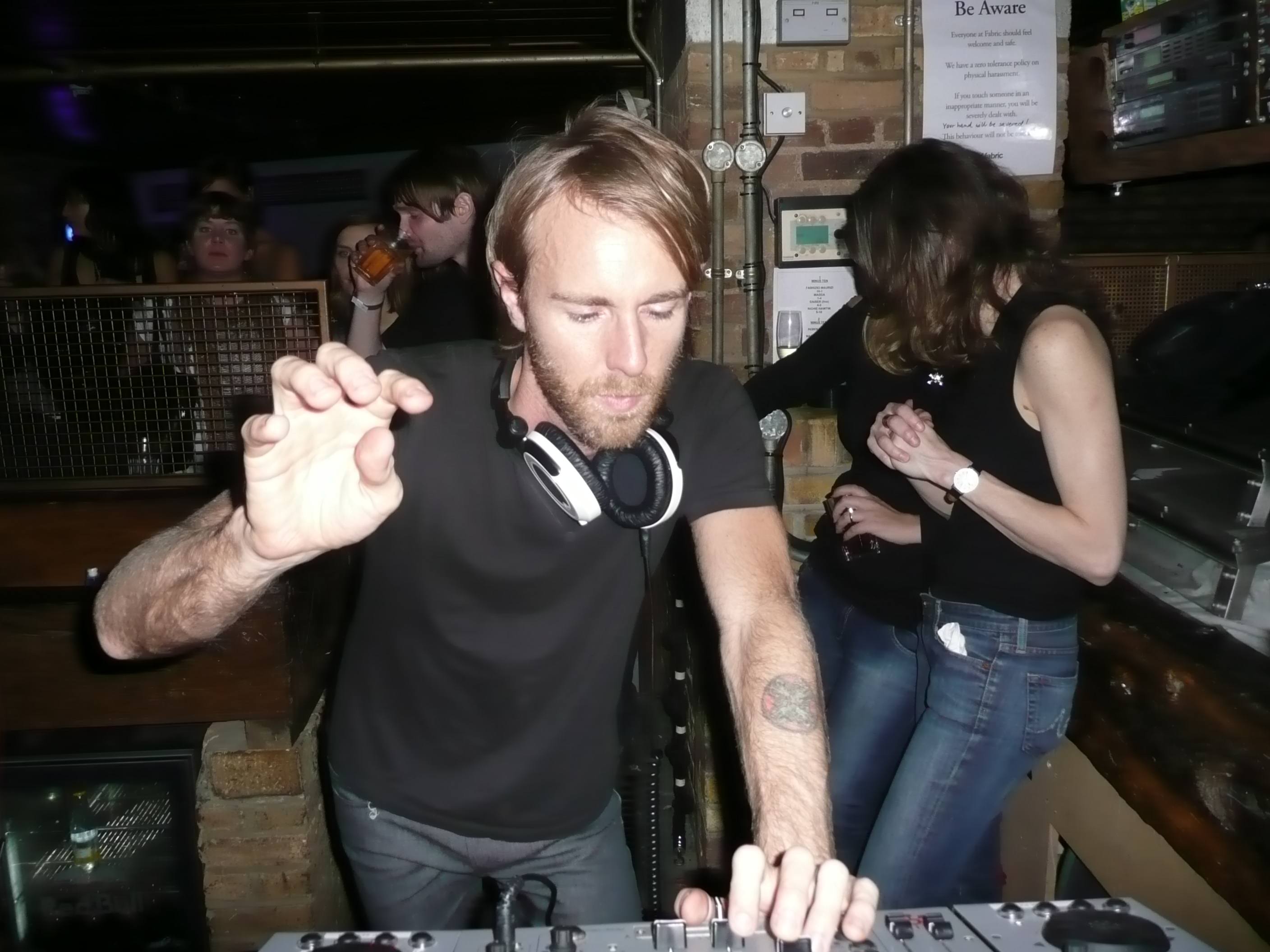
Richie Hawtin, considerato uno dei maggiori musicisti elettronici degli anni novanta (2008)

Anche grazie alla riduzione dei prezzi delle apparecchiature elettroniche avvenuta durante gli anni novanta, si vide aumentare in quel periodo il numero dei compositori elettronici che, ispirandosi a generi musicali inventati in precedenza, svilupparono nuovi "linguaggi". Fra essi vi sono la trance music, l'eurodance, il big beat, il trip hop, la techno hardcore, la glitch music, la UK Garage, la dubstep e il primissimo electroclash. Alcuni dei musicisti più importanti emersi in questo decennio includono Richie Hawtin, considerato l'inventore della minimal techno, Aphex Twin, considerato uno dei più importanti esponenti dell'ambient techno e della idm ("intelligent dance music"), i Future Sound of London, una delle prime formazioni che sfruttarono a fondo le possibilità tecnologiche di internet per comporre musica elettronica, e i Mouse on Mars.

#### La techno hardcore
Genere nato nei Paesi Bassi e Germania agli inizi degli anni novanta, la techno hardcore è una musica caratterizzata da influenze techno, breakbeat, ebm e new beat. Inizialmente caratterizzata da sonorità reggae e hip-hop, fece successivamente un maggiore uso di "frammenti ritmici" messi in loop, di campionamenti, e divenne più aggressiva. Ha fra i suoi esponenti i Rotterdam Terror Corps e 3 Steps Ahead.

#### L'eurodance
Genere emerso alla fine degli anni ottanta e divenuto largamente popolare negli anni novanta, l'eurodance è caratterizzata da sonorità melodiche, vivaci,sostenute da un ritmo più veloce rispetto alla House passando dai 120 ai 150 BPM riprende influenze vocali dalla house e dal rap per poi adattarsi sui suoni misti tra le sonorita specialmente synth della Trance e bassi e ritmi dall'Hi-NRG. I suoi autori pù famosi includono 2 Unlimited. Cappella, Culture Beat, Haddaway, Sash!, John Scatman, i La Bouche e gli Aqua. Il genere declinò con l'avvento della Progressive House sul finire degli anni novanta.

#### La trance
Variante della techno con una forte componente melodica, la trance è uno stile musicale inventato negli anni novanta. Originalmente ispirata all'acid-house, essa fa spesso uso di effetti doppler, sonorità percussive sovrapposte fra loro, e mette in primo piano i suoni prodotti dai sequencer. Fra i suoi esponenti vi sono Paul van Dyk, Sven Väth, Trance Induction e Armin Van Buuren.
Da questo stile sarebbero emerse alcune versioni alternative, esse comprendono, ad esempio, la Goa trance, uno stile caratterizzato da sonorità psichedeliche.

#### Il trip hop
Il trip hop (noto anche come Bristol sound) è un genere musicale "onirico e cinematico" che presenta influenze reggae, dub, r&b, ambient, soul e funk. Ebbe fra i suoi esponenti i Massive Attack, probabilmente il complesso più importante del genere, Tricky, i Portishead, DJ Shadow, DJ Krush e i Morcheeba.

#### La glitch music
Stile di musica elettronica emerso durante gli anni novanta, la glitch music è costruita sugli "errori" (detti, appunto, "glitch") prodotti dalle apparecchiature elettroniche (stridii, distorsioni e altri). Una delle sue formazioni pionieristiche fu quella degli Oval mentre gli altri esponenti includono Alva Noto, Ryoji Ikeda, i Matmos, Christian Fennesz e Taylor Deupree.

#### Il big beat
Stile musicale inventato dai Chemical Brothers, il big beat si sviluppò in Inghilterra per divenire successivamente più popolare grazie al successo di Fatboy Slim. Caratterizzato dalla forte presenza di campionamenti e da sonorità ballabili, Il big beat ha fra i suoi autori i Propellerheads, i Prodigy e i Crystal Method.

#### La UK garage
La UK garage è una variante più veloce della garage house. Stile che ricorda a tratti la drum and bass, venne concepita per un pubblico meno giovanile rispetto a quello della Chicago house. Ha fra i suoi esponenti gli Artful Dodger.

#### La dubstep
La dubstep è un genere musicale emerso in Inghilterra alla fine degli anni novanta. Oltre a presentare ritmi sincopati, essa è caratterizzata da linee di basso pesanti ispirate alla musica reggae e sonorità riconducibili a UK garage, drum and bass e dub. I suoi pionieri includono Digital Mystikz, Loefah, Kode9, EL-B e Steve Gurley.

#### L'electroclash
Genere emerso alla fine degli anni novanta e divenuto più popolare durante il decennio seguente, l'electroclash è caratterizzato da influenze techno, new wave, synth pop e sonorità provocanti. Lo stile ha fra i suoi esponenti Felix da Housecat, Peaches e i Fischerspooner.

### Anni duemila

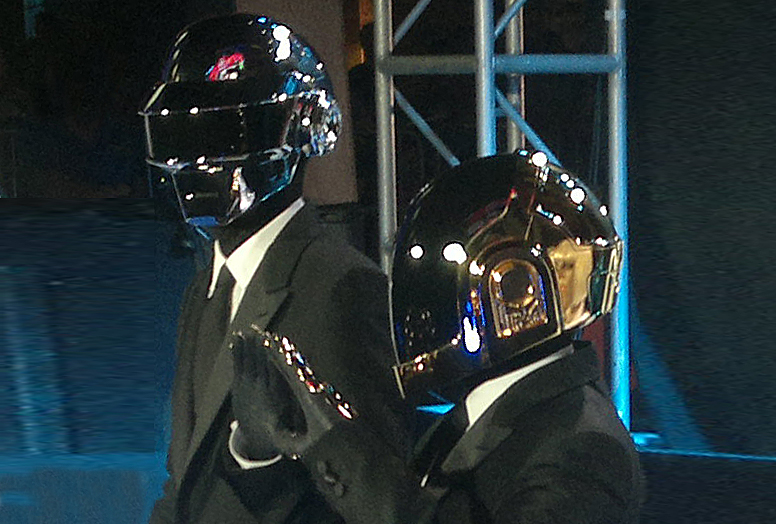
I Daft Punk (2010)

Durante i primi anni del nuovo millennio, migliorano i software musicali che semplificano considerevolmente il metodo di composizione della musica elettronica rendendo possibile la realizzazione di musica tramite l'ausilio del solo computer. Nel mentre, salgono alla ribalta stili quali il french touch, che ebbe i Daft Punk fra i suoi esponenti più celebri, il grime e, in anni più recenti, il moombahton e il trap. In questo periodo hanno goduto di grande successo artisti come Martin Garrix, Hardwell, Armin Van Buuren, Tiësto, Afrojack, Skrillex, deadmau5, Alan Walker e Avicii.
Agli inizi degli anni 2010, alcune sottoculture online hanno dato vita alle prime tendenze musicali nate grazie a Internet. Fra esse vi sono la vaporwave, nata come conseguenza del file sharing di brani archiviati online e caratterizzato dal rallentamento di "sample" di musica lounge, il pop ipnagogico, stile nostalgico ed eclettico che tenta di ricontestualizzare l'immaginario degli anni ottanta in chiave psichedelica, e la witch house, colma di allusioni occulte e contaminata dal chopped & screwed.